# 펠라지에 제도

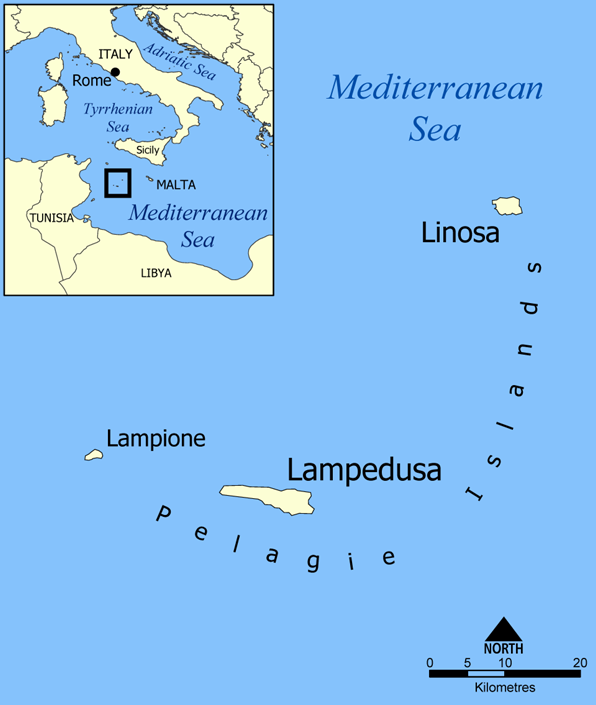
펠라지에 제도

펠라지에 제도(이탈리아어: Isole Pelagie, 시칠리아어: Ìsuli Pilaggî, 영어: Pelagie Islands)는 지중해 시칠리아 해협에 있는 제도이다. 시칠리아섬 남부, 튀니지 동쪽에 위치한 이탈리아 최남단 영토이다. 람페두사섬, 람피오네섬, 리노사섬과 부속의 작은 섬으로 이루어져 있으며, 6,000여 명의 주민이 살고 있다. 정치적으로는 시칠리아주 아그리젠토현에 속한다.